# 올레크 틴코프
올레크 유리예비치 틴코프(러시아어: Олег Юрьевич Тиньков, 그리스어: Όλεγκ Γιούριεβιτς Τινκοφ)는 러시아 태생의 전 억만장자이자 기업가이자 사업가이다.
틴코프는 가전제품 상점 체인인 테크노쇼크(Technoshock), 냉동 식품 공장 다리아(Daria), 양조 회사 및 틴코프 레스토랑 체인의 설립자이다. 덜 알려진 프로젝트로는 음악 상점 뮤직 쇼크(Music Shock)와 밴드 키르피치와 레닌그라드의 첫 앨범을 발표하고 프라우 뮐러의 칼(Knife for Frau Müller)과 협력했던 레코드 레이블 쇼크 레코드(Shock Records)가 있다. 틴코프는 틴코프 은행 이사회 의장(2015년까지는 틴코프 크레딧 시스템즈(Tinkoff Credit Systems)라고 불렸다)의 설립자이자 회장이었다. 이 은행은 2007년에 설립되었으며 2016년 12월 1일 기준으로 러시아 은행 중 자산 기준으로 45위, 자본 기준으로 33위를 차지했다.
2019년 틴코프는 백혈병 진단을 받았다. 틴코프는 2019년 9월 미국 대배심에 의해 고의적으로 허위 세금 신고를 하고 미국 시민권을 포기하는 동안 2억 4천만 달러 이상의 세금을 회피하려 한 혐의로 기소되었다. 그는 2020년 2월 런던에서 체포되었지만, 백혈병 진단으로 인해 여행하기에는 너무 몸이 좋지 않다는 이유로 송환에 저항했다. 그는 결국 유죄를 인정하고 미납 세금, 벌금 및 사기 벌금으로 5억 8백만 달러 이상을 지불하라는 선고를 받았으며, 이미 복역한 기간과 1년간의 보호 관찰을 받았다.
2021년에는 수술 후 합병증이 발생하여 생존 가능성이 40%에 불과한 것으로 추정되었다. 2022년에는 암이 완치되었다. 진단 후 틴코프는 사업 경영직에서 물러났다. 2020년에는 백혈병 환자를 위한 자선 기금을 설립한다고 발표했다. 자신의 돈 2억 달러를 투자하여.
블룸버그 억만장자 지수는 2021년 11월 그의 순자산을 82억 달러로 추정했으며, 포브스는 4개월 후 그의 순자산을 8억 달러로 추정했다. 2022년 4월 러시아의 우크라이나 침공을 공개적으로 비판한 후, 그는 푸틴 행정부 관리들이 틴코프 은행을 국유화하겠다고 위협했으며, 압력으로 35% 지분을 매각한 후 잠적했다고 말했다. 2022년 10월, 그는 러시아-우크라이나 전쟁과 "푸틴 파시즘"을 이유로 러시아 시민권을 포기했다.

## 전기

### 초기 시절
틴코프는 케메로보주의 레닌스크-쿠즈네츠크 지구에 있는 폴리사에보 마을에서 광부와 재봉사의 러시아인 가정에서 태어났다.
12세부터 틴코프는 도로 사이클에 흥미를 가졌고, 학교에서, 나중에는 직장에서 사이클 클럽 회원이었다. 그는 여러 대회에서 우승했고, 1984년에는 스포츠 마스터 후보자 자격을 얻었다. 훈련 캠프 동안 틴코프는 처음으로 암시장에 뛰어들어 소련령 중앙아시아에서 구하기 어려운 물건을 사서 레닌스크-쿠즈네츠키에서 팔았다. 그의 사이클 경력은 군 복무로 중단되었다. 그는 군 스포츠 클럽에 들어가지 못하고 국경 수비대에 배치되었다. 1986년에서 1988년까지 그는 극동 지역, 즉 나홋카와 니콜라옙스크나아무레에서 복무했다.

### 대학교
1988년, 올레크 틴코프는 외국인 학생이 많고 무역 분야에서 유망한 기회를 제공하던 광산 대학에 입학했다. 그는 청바지, 화장품, 향수, 캐비아, 보드카 등을 거래했다. 그는 상트페테르부르크에서 시베리아 고객들에게 물건을 팔았고, 그곳에서 광부들에게서 산 일본 가전제품을 가져왔다. 그는 가전제품을 폴란드로 가져가 사무용품과 용품, 가스 카트리지, 총을 가지고 돌아왔다.
틴코프는 그의 미래 아내이자 동료 학생들인 올레그 제레브초프 (후에 하이퍼마켓 소매 체인 렌타의 설립자), 올레그 레오노프 (미래 소매 체인 딕시의 설립자)와 안드레이 로가초프 (회사 LEC 및 파툐로치카의 설립자)와 함께 무역을 했다.
1999년, 그는 캘리포니아 대학교 버클리에서 공부했다.

### 가족

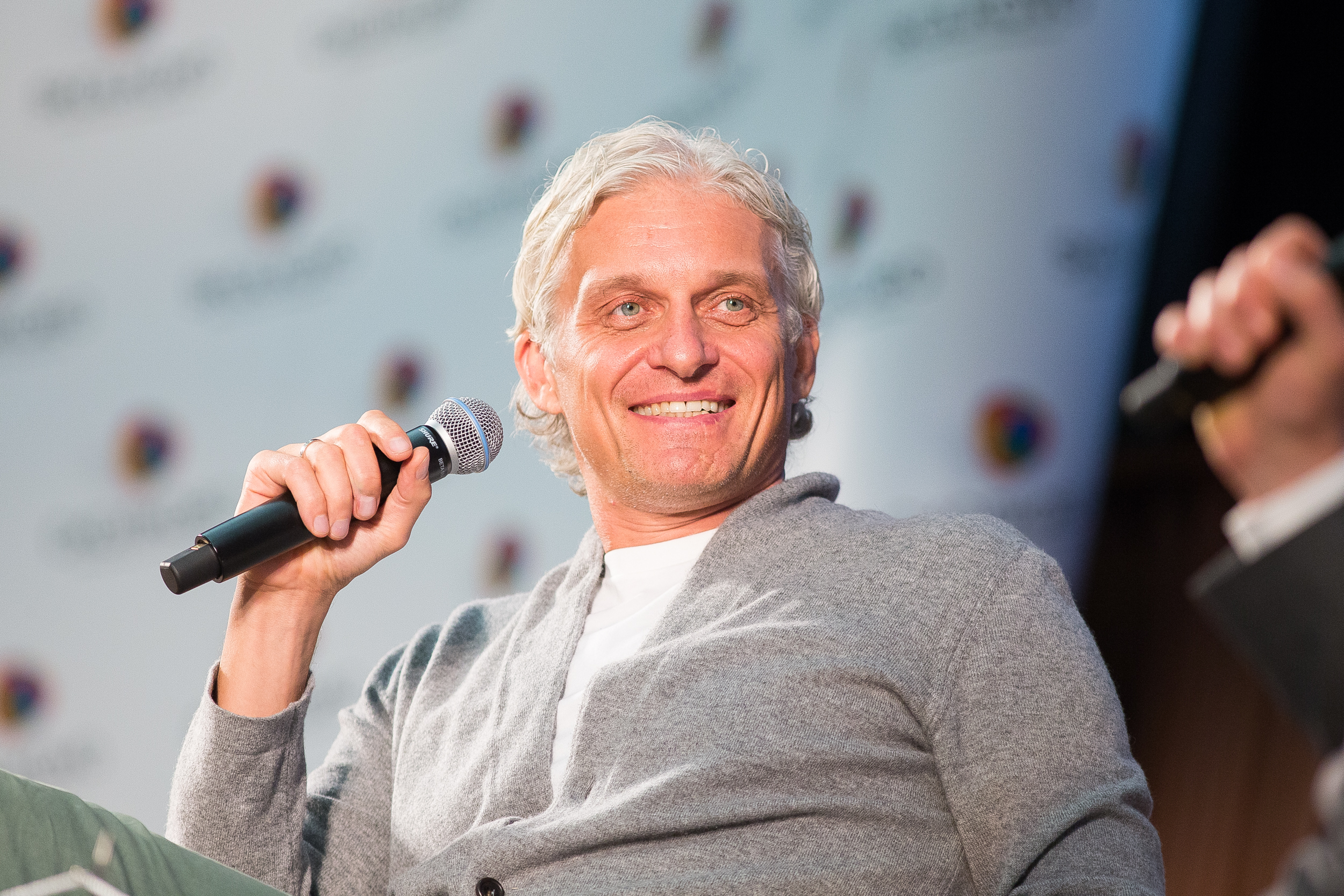
2016년 스코콜보 모스크바 경영대학 행사에서 올레크 틴코프

틴코프는 대학에서 공부하던 중 에스토니아인 리나 보스만을 만났다. 그들의 결혼식은 20년의 동거 끝에 2009년 6월에 열렸다. 그들의 딸 다리아 틴코프는 킹스 칼리지 런던에서 공부했고, 아들 파샤와 로만은 옥스퍼드 세인트 에드워드 학교에서 공부했다.

## 기업가 정신

### 테크노쇼크
1992년, 틴코프는 싱가포르에서 도매 전자제품을 거래하기 시작했다. 서류 등록을 간소화하기 위해 그는 상트페테르부르크에 유한 책임 합자회사 페트로십(Petrosib)을 등록했고, 그 다음에는 페트로십-케메로보(Petrosib-Kemerovo), 페트로십-노보시비르스크(Petrosib-Novosibirsk), 페트로십-옴스크(Petrosib-Omsk) 등의 지역 회사를 등록했다. 상품은 상트페테르부르크로 도착하여 그곳에서 각 지역으로 보내졌고, 그곳에서 더 높은 이윤으로 판매되었다. 그는 계산기로 시작하여 사무용품, 텔레비전, 비디오 리코더, 심지어는 인조 꽃과 나무로 사업을 확장했다. 처음에는 올레그가 직접 싱가포르로 비행했지만, 그 다음에는 상업 항공 화물을 이용하기 시작했으며, 인도의 딜러 아쇼크 바스마니(Ashok Vasmani)가 그에게 텔레비전 반 컨테이너를 외상으로 선적했을 때 전환점을 맞이했다. 틴코프는 이어서 컨테이너 해상 운송을 이용했다.
도매업의 이윤 감소는 틴코프를 자체 소매점 개설로 이끌었다. 1994년 페트로십은 상트페테르부르크의 바실리옙스키 섬 말리 전망대에 소니그룹 상표의 첫 번째 매장을 열었고, 이어서 마라타 거리에 또 다른 매장을 열었다. 페트로십 미국 법인(Petrosib USA)은 샌프란시스코에 개설되었다. 소매업의 성공은 틴코프가 모든 매장을 하나의 이름으로 통합하도록 영감을 주었다. 테크노쇼크는 1995년에 문을 열었으며, 도시에서 가장 높은 가격에 값비싼 가전제품을 제공했지만 여전히 인기가 있었다. 테크노쇼크는 러시아에서 처음으로 판매 컨설턴트를 훈련하기 시작한 회사 중 하나였다. 러시아계 미국인 세르지오 구찰렌코(Sergio Gutsalenko)가 회사의 사장이 되었다. 네트워크는 빠르게 성장했으며, 1996년까지 테크노쇼크는 상트페테르부르크에 5개, 옴스크와 케메로보에 각각 2개, 노보로시스크에 1개의 매장을 보유하고 있었다. 1995년부터 1996년까지 매출액은 두 배로 증가하여 4천만 달러에 달했다.
1997년까지 엘도라도 매장이 상트페테르부르크에 진출하여 경쟁이 심화되고 수익성이 감소했다. 1997년 틴코프는 회사를 경영진에 매각했고, 1년 후 심텍스(Simteks)에 인수되었다. 그는 테크노쇼크에서 700만 달러를 벌어들여 그 금액을 펠메니 사업에 투자했다.
테크노쇼크와 함께 틴코프는 1996년에 뮤직 쇼크라는 이름의 음악 상점 체인을 열었다. 필리프 키르코로프와 알라 푸가초바는 첫 뮤직 쇼크 매장 개장식에서 공연했고, 잔나 아구자로바는 두 번째 매장 개장식에서 공연했다. 1998년 뮤직 쇼크는 모스크바 회사 갈라 레코드에 매각되었다.
일리야 보르트뉴크(Ilya Bortnyuk)와 함께 틴코프는 쇼크 레코드(Shock Records) 음반사를 설립했다. 이 음반사는 키르피치, 레닌그라드 밴드의 데뷔 앨범, 영화 셜록 홈즈와 왓슨 박사 음악을 기반으로 한 블라디미르 다슈케비치 교향곡, 프라우 뮐러의 칼(Knife for Frau Müller)의 앨범 네첼로베크-비딤카(Nechelovek-vidimka)를 발매했다. 뮤직 쇼크는 320페이지 분량의 책 빅토르 초이(Viktor Tsoi)를 출판했다.

### 다리아
펠메니와 기타 냉동식품은 틴코프의 딸의 이름을 따서 '다리아'라는 브랜드로 생산되었다. 러시아에서 라비올리 제조 장비를 유통하던 아타나시우스라는 이름의 그리스인이 사우나에서 틴코프에게 이 아이디어를 주었다. 생산은 1998년 초 페테르고프에서 시작되었으며, 처음에는 안드레이 마카레비치 회사의 라이선스 아래 스마크(Smak) 상표로 제품을 만들었다. 라이선스 제공자와의 갈등 이후 브랜드명은 스마크 상트페테르부르크(Smak St. Petersburg)로 변경되었다. 1998년 러시아 금융 위기가 자체 브랜드를 만들게 된 이유였으며, 새로운 브랜드는 시장 점유율을 높이는 데 도움이 되었다. 1998년 12월 상트페테르부르크의 프레드포르토바야(Predportovaya) 거리에 있는 옛 테크노쇼크(Technoshock) 창고 부지에 개장한 새 공장은 원래 다리아(Daria)만 생산했다. 또한 틴코프는 톨스티 콕(Tolsty kok), 도브리 프로덕트(Dobry product), 차르-바튜시카(Tsar-batyushka) 브랜드로도 제품을 만들었다.
다리아는 상트페테르부르크에 5개, 모스크바에 2개의 빌보드에 밀가루로 뒤덮인 여성의 엉덩이 이미지를 넣고 "당신이 가장 좋아하는 펠메니!"라는 문구를 삽입한 광고 캠페인으로 처음 인기를 얻었다. 또 다른 광고에는 "이 라비올레를 먹으면 배탈이 날 거야"라는 문구가 포함되어 라비올리 회사에 불만을 일으켰다. 이에 라비올리 회사는 광고 캠페인에 "다리아, 저리 가!"라는 문구를 사용했다.
2001년에 다리아는 로만 아브라모비치와 앤드류 블로흐의 지주회사 플라네타 매니지먼트에 2,100만 달러에 매각되었으며, 이 중 700만 달러는 부채 상환에 사용되었다.

### 틴코프 맥주
1997년에 틴코프는 브루어리 건설을 위한 투자자를 찾지 못했다. 두 번의 만남이 도움이 되었다. 뮌헨의 드링크텍 전시회에서 틴코프가 만난 장비 공급업체는 양조장을 레스토랑과 결합하고 브랜드 개발에 집중할 것을 제안했다. 다른 공급업체는 바이에른주 전통에 따라 맥주 이름을 틴코프의 성으로 지을 것을 제안했다.
초기 투자는 백만 도이치 마르크에 달했고, 1998년 8월 상트페테르부르크 카잔스카야 거리 7번지에 첫 번째 레스토랑이 문을 열었다. 곧 병맥주를 위한 줄이 생겼다. 2001년에는 모스크바의 프로토치니 골목에 레스토랑이 문을 열었고, 투자금은 200만 달러에 달했다. 다른 레스토랑은 2002년 11월 사마라와 2003년 1월 노보시비르스크에 개장했으며, 니즈니노브고로드, 카잔, 우파 (도시), 예카테린부르크, 블라디보스토크, 소치에도 추가로 개장했다.
첫 번째 공장은 틴코프 양조장을 위한 신용 한도를 열어준 제니트 은행의 지원을 받아 2003년 여름까지 건설되었다. 두 번째 공장 건설을 위해 회사는 채권 발행을 통해 자금을 조달했으며, 제니트 은행과 독일 히포페라인스방크로부터 대출을 받았다. 약 7,500만 달러 규모의 두 번째 공장은 전액 대출 자금으로 건설되었다.
틴코프 공장은 틴코프 맥주, 테키자, T를 생산했다. 확장하면서 회사는 대량 마케팅에 상당한 자금을 투자했다. 베네통의 유나이티드 컬러스 광고 캠페인의 저자인 사진작가 겸 감독 올리비에로 토스카니와의 나쁜 협력 경험도 있었다.
선 인터브루 그룹은 틴코프 공장 인수에 관심을 보였고, 2005년에 거래가 성사되었다. 공장과 브랜드에 약 2억 달러를 지불했다. 그 후 틴코프는 틴코프 레스토랑 건물을 경영 회사 트로이카 디알로그에 약 1천만 ~ 1천2백만 달러에 매각 및 임대 거래를 했다. 마지막으로 2008년~2009년에 레스토랑 자체는 민트 캐피탈 사모펀드에 인수되었다.

### 틴코프 은행

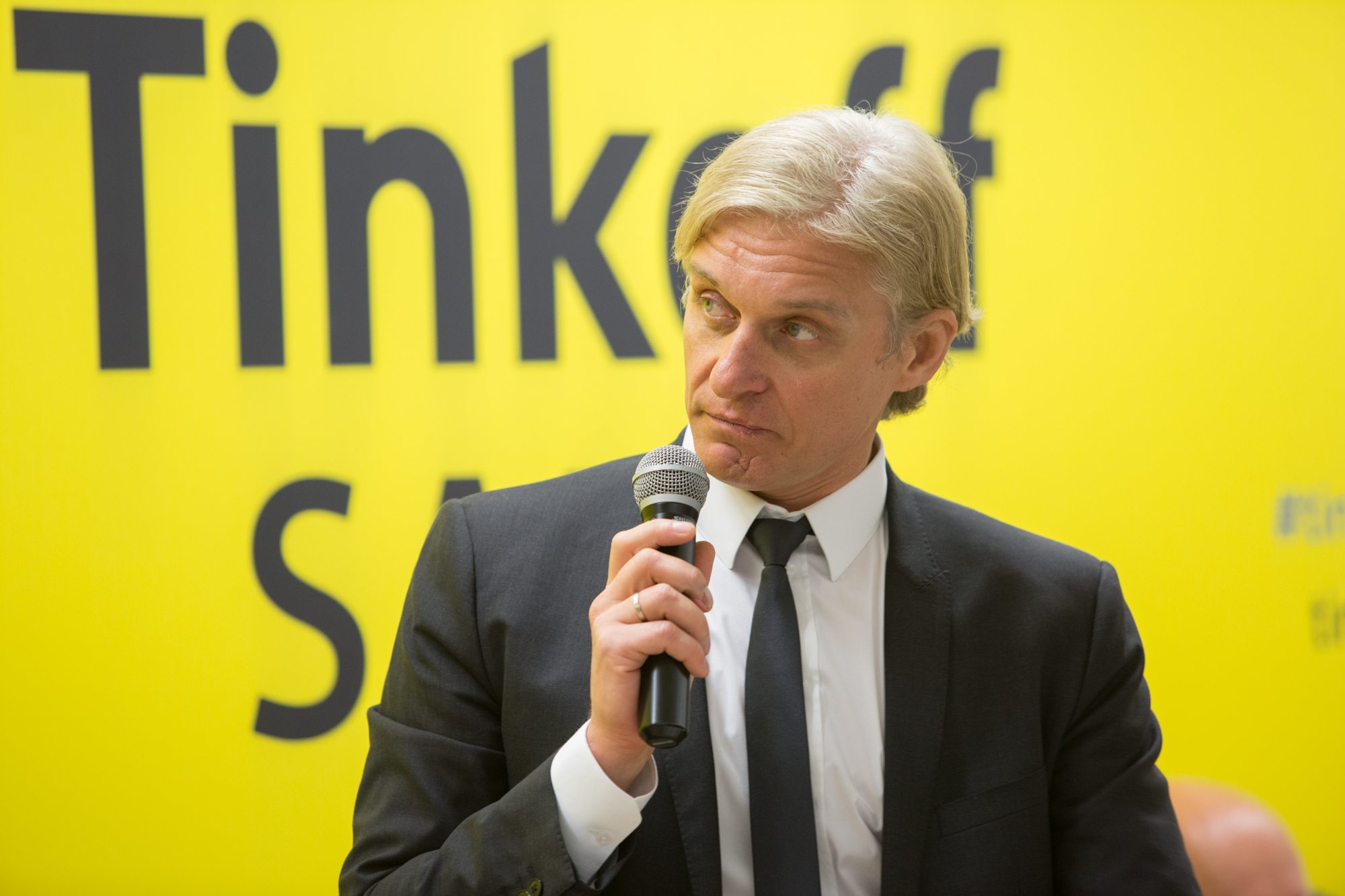
2014년 모스크바 틴코프-삭소 행사에서 올레크 틴코프

2005년 11월 18일, 억만장자 리처드 브랜슨 소유의 네커 섬에서 올레그 틴코프는 미래 은행을 위한 그의 제안 초안을 발표했다. 2006년에 그는 모스크바 힘마시뱅크(Himmashbank)를 인수하고 이를 기반으로 러시아 최초의 온라인 은행을 설립했다. 프로젝트 시작 시 투자 유치에 어려움이 있었음에도 불구하고, 2008년 위기 동안 은행은 50배의 이익 증가를 보였다.
틴코프 신용 시스템즈(Tinkoff Credit Systems)는 은행업계에서는 비정상적인 마케팅을 통해 비용을 절감했으며, 인력 대신 컴퓨터 데이터 처리의 광범위한 사용을 통해 비용을 절감했다. 오랫동안 은행은 예금을 유치하지 않고 자체 자본을 대출에 사용했다.
틴코프의 기술 플랫폼은 성장에 큰 역할을 했다. 은행의 기업공개는 2013년 러시아판 포브스에서 가장 큰 거래 중 하나로 꼽혔다. 틴코프는 재산을 두 배로 늘려 전 세계 억만장자 순위에서 1210위를 차지했다. 2013년 10월 14일, TCS는 IPO를 실시했고 며칠 후 올레그 틴코프는 미국 시민권을 포기했다.
2015년 초 틴코프 신용 시스템즈는 틴코프 은행으로 이름을 변경했다. 더 간단하고 간결한 이름은 금융 기관 서비스의 전체 범위를 더 잘 반영하기 위한 것이었다.
2020년 2월 기준으로 틴코프는 은행 지분의 44%를 소유했으며, 이는 그의 주요 프로젝트로 남아 있었다.
2020년 12월, 틴코프는 TCS 그룹 지분 5.3%를 3억 2500만 달러에 매각하여 자신의 지분을 35%로 줄였다. 그는 이 돈의 일부(2억 달러)를 백혈병 연구를 위한 기금 조성에 사용할 것이라고 발표했다.
2021년 1월, 그의 나머지 주식은 클래스 B에서 클래스 A로 전환되었다. 그 결과, 그룹에서 틴코프 가문의 의결권은 84%에서 35%로 감소했다.
2022년 2월, 2022년 러시아의 우크라이나 침공으로 러시아에 부과된 제재는 루블화에 큰 영향을 미쳤고 틴코프 주가는 폭락했다. 틴코프는 순자산 대부분을 잃고 10억 달러 미만을 보유하게 되었다.

### 투자
bne IntelliNews 출판물은 틴코프가 전 틴코프 은행 직원들이 설립한 핀테크 스타트업 플라타(Plata)의 투자자라고 주장했다. 플라타는 2022년 이후 처음으로 10억 달러 이상의 가치를 달성한 라틴아메리카 스타트업이 되었다.

### 틴코프 레스토랑
코치 알렉산드르 쿠즈네초프가 지휘하는 틴코프 레스토랑 사이클링 팀은 역사적으로 세 번째 러시아 프로 팀이 되었다. 등장 당시 러시아에서 유일한 팀이었다. 팀은 2006년 1월 쿠즈네초프의 스페인 빌라 본부에서 창단되었다. 팀은 미하일 이그나티예프 (사이클 선수), 니콜라이 트루소프, 알렉산드르 세로프 (사이클 선수), 세르게이 클리모프 (사이클 선수), 파벨 브루트 및 이반 로브니를 포함한 러시아 국가대표 트랙 사이클링 팀 선수들로 구성되었다. S7 항공은 공동 팀 후원사였으며 팀의 연간 예산은 400만 달러였다.
2006년 시즌, 팀 선수들은 로스앤젤레스에서 열린 트랙 사이클링 월드컵 팀 추발에서 1위를 차지했으며, 파벨 브루트(Pavel Brutt)는 그리스 투어와 마요르카 벨트에서 우승했다.
팀 해체 이유는 알렉산드르 쿠즈네초프와 틴코프 간의 갈등이었다.

## 사이클링
틴코프는 도로 자전거 경기에 열정적이며 소련 스포츠 마스터 후보자 자격을 가지고 있다. 2005년에는 프로 사이클 팀 틴코프 레스토랑즈를 창단했는데, 이 팀은 나중에 틴코프 크레딧 시스템즈로 이름을 바꾸고 카튜샤 팀의 기반이 되었다. 2013년 12월부터 2016년 11월까지는 사이클 팀 틴코프를 소유했다.

### 틴코프 크레딧 시스템즈
틴코프 크레딧 시스템즈는 틴코프 레스토랑즈를 기반으로 2007년 시즌에 창단되었지만, 이탈리아 경영진과 등록을 거쳤다. UCI 프로페셔널 컨티넨탈 라이선스를 통해 선수들은 모든 주요 유럽 경주에 참가할 수 있었다. 새로운 라인업에는 외국인 선수 수가 더 많았고, 주장에는 미국인 타일러 해밀턴이 임명되었다.
2008년 지로 디탈리아 단계를 포함한 팀의 성공적인 성과는 이골 마카로프 (사업가) 전 사이클 선수의 주목을 끌었다. 그의 주도와 가스프롬 및 로스텍흐놀로기야의 후원으로 틴코프 신용 시스템즈 러시아 팀을 기반으로 카튜샤가 설립되었다.

### 틴코프 팀

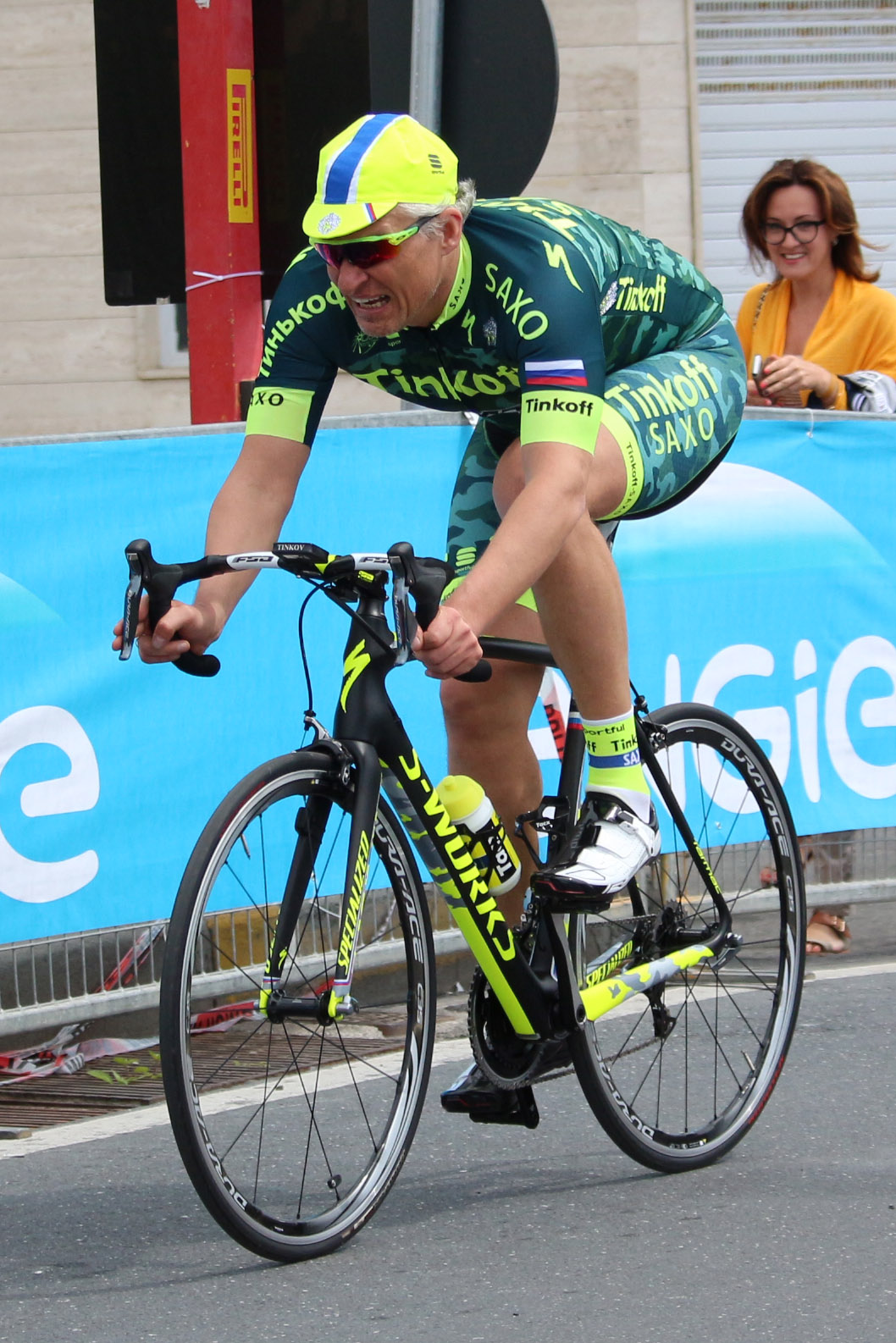
2015년 지로 디탈리아의 올레크 틴코프

2013년 12월, 틴코프는 경영 회사 틴코프 스포츠 A/C를 통해 전 사이클 선수 비야르네 리스로부터 팀을 인수했다. 틴코프 크레딧 시스템즈는 2012년부터 이 팀을 후원했다.
틴코프와 카튜샤는 UCI 월드투어 레이스에서 활약하는 유일한 러시아 팀이었다.
틴코프는 팀 선수들과 함께 훈련에 참여하고 대회에 출전한다. 2015년 지로 디탈리아에서 콘타도르의 승리를 기리기 위해 그는 머리를 분홍색으로 염색했다.
틴코프는 프로 사이클링의 관료화와 "구식" 스폰서십 모델을 여러 차례 비판했다. 그는 프로 사이클링 발전을 위한 UCI 월드 투어 팀 이니셔티브인 벨론(Velon) 프로젝트의 주주 중 한 명이 되었다. 이 프로젝트는 더 화려한 행사를 조직하고 스폰서와 팀 소유주의 이익을 보호하는 것을 목표로 한다. 틴코프는 또한 가장 강력한 선수들이 시즌 동안 각 그랜드 투어에 출전할 수 있도록 하는 그랜드 투어 일정을 지지한다. 2014년, 그는 틴코프-삭소의 주장 알베르토 콘타도르와 그의 라이벌 크리스 프룸 (그는 스카이 프로사이클링 소속이었다)과 아스타나 프로 팀의 빈첸초 니발리에게 세계 3대 스테이지 레이스 모두에 출전하는 대가로 각각 100만 유로를 제안했다.
2016년부터는 사이클 팀이 틴코프(Tinkoff)라는 이름으로 경기를 펼쳤는데, 삭소방크가 2015년 이후 스폰서십을 갱신하지 않기로 결정했기 때문이다. 2015년 말, 틴코프는 2016년 시즌이 끝날 때까지 사이클링에서 손을 떼고 팀을 매각할 것이라고 발표했다. 팀의 단독 타이틀 스폰서로서 틴코프는 연간 약 2천만 유로를 지출했으며, 스폰서십 기간 동안 은행과 함께 약 5천만 유로를 투자했다. 재정적 부담 증가 외에도 은행 브랜드 홍보 잠재력 부족, 사이클 팀의 손실, 스포츠 개혁 부재, 그리고 국제 사이클 연맹과 아마우리 스포츠 기구 간의 오랜 갈등 등이 그 이유로 언급되었다. 마지막 시즌에 팀은 2위를 차지했으며, 2016년 11월에 최종적으로 해체되었다.

## 기타
틴코프의 재산 중에는 꼬리 부분에 은행 로고가 새겨진 개인 항공기 다소 팔콘 7X가 있다. 2015년 9월, 틴코프는 자신이 자주 머물던 옐리조보 지구의 캄차카에 호텔 및 레크리에이션 단지 건설에 2억 5천만 루블을 투자할 것이라고 발표했다. 다음 해 4분기에 개장할 것으로 예상되었다. 2016년 1월에는 그가 현지 공무원들의 반대로 인해 프로젝트를 포기하고 대신 프랑스 알프스에 투자했다는 사실이 알려졌다. 같은 해 6월에는 쿠르셰벨 스키 리조트에 하나, 발토랑스에 하나 등 라 다차(La Datcha)라는 이름의 두 개의 틴코프 럭셔리 샬레를 열었다. 2017년과 2018년에는 포르테데이마르미와 아스트라한에 새로운 주택이 들어설 예정이었다. 2020년 7월 3일 블리싱겐(네덜란드)에서 틴코프의 세계 최초의 개인 쇄빙선 요트가 진수되었다. 77m 길이의 이 선박(라 다차(La Datcha)라고도 불림)은 1억 유로가 들었다. 이 요트는 쇄빙선급 선체를 갖추고 있으며, 극지 코드 준수하고 12명의 손님을 수용할 수 있다. 이 요트는 연중 대부분 주간 전세로 이용할 수 있었다.
2017년 틴코프는 미국 시민권을 포기했다. 틴코프는 2017년 도널드 트럼프 대통령이 법으로 서명한 미국의 적대국 제재를 통한 법률 (CAATSA)에 명시된 여러 러시아 과두 정치인 중 한 명이다.

### 출판물
2007년부터 2010년까지 틴코프는 금융 잡지의 칼럼니스트였다. 2010년부터 잡지 편집장 올레그 아니시모프(Oleg Anisimov)는 틴코프 은행으로 옮겨 온라인 채널 Russia.ru에서 올레그 틴코프와 함께 TV 프로그램 '비즈니스 시크릿'을 진행했다. 2015년 10월 미하일 프리드만과의 인터뷰는 2년간의 휴식 후 '비즈니스 시크릿' 제작을 재개했다.
틴코프는 페이스북과 X (소셜 네트워크) 계정을 가지고 있다. 그의 소통 방식은 도발적인 것으로 여겨지며 종종 논쟁과 상호 모욕으로 이어진다.
틴코프는 자신의 기업가적 경험을 요약한 두 권의 책을 썼다. 2010년에 출판된 《나는 모두와 같다》(러시아어: «Я такой как все»)와 1년 후 출판된 《사업가가 되는 법》(러시아어: «Как стать бизнесменом»)이다.

### 틴코프 레인
틴코프 브랜드를 홍보하기 위해 1759년부터 황실에 맥주를 공급했던 선조 양조업자 포르피리 틴코프의 이야기가 창작되었다. 전설에 따르면 올레그 틴코프가 브록하우스 에프론 백과사전에서 그를 언급한 페이지를 발견했다고 한다. 이 가짜 페이지는 상트페테르부르크의 토포님 위원회에 거리 이름으로 틴코프 가문을 기념할 것을 제안하며 제출되었다. 관리들은 사기를 눈치채지 못하고 회사의 제안에 동의했으며, 2003년 7월 7일 푸시킨 (상트페테르부르크)에 틴코프 레인이 생겨났다.

### 블로거들과의 갈등
2017년 8월 8일, 유튜브 채널 NEMAGIA는 틴코프와 틴코프 은행에 대한 리뷰를 공개했다. 이 영상은 웹상에서 큰 반향을 일으켰다. 공개 직후인 2017년 8월 28일, 올레그 틴코프는 케메로보 지방법원에 명예, 존엄, 사업 명성 보호를 위한 소송을 제기했다. 9월 4일 법원 결정에 따라 로스콤나드조르(Roskomnadzor)는 블로거들에게 틴코프의 활동을 비판하는 영상을 삭제하라고 명령했다. 9월 12일, 네마기아의 공동 저자인 알렉세이 프스코비틴(Alexei Pskovitin)의 자택이 수색되었고 그의 컴퓨터 장비가 압수되었다. 경찰 병력은 모스크바에서 케메로보로 특별히 파견되었다. 많은 러시아 블로거들이 NEMAGIA를 지지했다. 9월 26일, 틴코프는 "네마기아"의 비디오 블로거에 대한 소송을 철회했다. NEMAGIA에 대한 형사 사건은 취하되었다.

### 데리파스카의 소송
2022년 5월, 러시아 사업가 올레크 데리파스카는 틴코프를 상대로 소송을 제기했다. 이유는 틴코프가 데리파스카를 "과두 정치인이자 도둑"이라고 부른 인스타그램 댓글 때문이었다. 공동 피고는 인스타그램의 소유주인 메타(Meta) 회사이다. 소송 금액은 20억 루블이다. 재판은 8월 16일 크라스노다르 변경주 우스트-라빈스크 지방법원에서 시작되었다. 나중에 이 소송은 모스크바 지역 중재 법원으로 이관되었다.

### 미국 탈세 사건
2020년 2월 27일, 틴코프 크레딧 시스템즈 그룹 홀딩 PLC (TCSGH)는 틴코프가 미국 국세청이 런던에서 시작한 법원 심리에 참석하고 있다고 발표했다. 자세한 내용은 공개되지 않았다. 이틀 후인 3월 1일, 더 데일리 익스프레스는 틴코프가 4월에 열릴 송환 심리까지 구금되는 것을 피하기 위해 2천만 파운드의 보석금을 냈다고 보도했다. 이 기사는 또한 그의 석방 조건에 여권 압수와 하루 12시간 자택 감금이 포함된다고 명시했다. 다음 날인 3월 2일, TCSGH는 데일리 익스프레스 기사의 세부 사항을 확인하는 성명을 발표했다. 틴코프가 런던에서 체포된 후 3월 5일에 2019년 9월 26일 연방 대배심이 발행한 기소장이 봉인 해제되었다. 기소장은 틴코프가 미국 시민권을 포기할 때 10억 달러의 자산과 소득을 은폐했다고 주장했다. 기소장은 틴코프에게 각각 최대 3년의 징역형이 가능한 두 건의 탈세 혐의를 적용했다. 2021년 10월, 올레그 틴코프는 미국 법무부에 따르면 미납 세금 2억 4,850만 달러를 포함하여 최소 5억 680만 달러를 지불하는 조건으로 감옥에 가지 않고 세금 문제를 해결하는 데 동의했다.

### 건강
기소장이 봉인 해제된 다음 날인 2020년 3월 6일, 틴코프는 2019년 10월에 진단받은 급성 백혈병과 싸우고 있다고 발표했다. 틴코프는 이미 화학요법을 받았으며, 그의 침묵은 건강 악화와 관련이 있다고 보도되었다. 그의 대변인이 발표한 후, 이사회에 틴코프가 포함된 TCS 그룹의 주가는 모스크바 거래소에서 거의 25% 하락했다.
2020년 12월 18일, 틴코프는 골수 이식 후 마지막 분석에서 "분자 수준"에서 암이 완전히 완화되었다고 보고했다. 올레그 틴코프는 자신의 생명을 구해준 기증자를 방문했고, 눈물을 참지 못하고 심지어 그 여자 앞에서 무릎을 꿇었다.

### 암 기금
2020년 12월, 틴코프는 자신과 가족이 백혈병 환자들을 돕기 위한 자선 기금을 설립할 계획이라고 발표했다. 틴코프 가문 재단(TFF)은 2021년에 등록되었다. 재단의 임무는 기부 문화를 장려하고, 골수 줄기세포를 위한 국가 등록부를 만들고, 러시아의 외딴 지역에 이식 센터를 건설하며, 혈액 전문의를 위한 훈련 프로그램을 제공하는 것이었다. 올레그 틴코프는 자신의 돈으로 2억 달러 이상을 기금에 투자했다. 8월 19일, TFF는 백혈병 재단과의 새로운 전략적 파트너십을 발표했다. 이는 연구, 수술, 약품 구매에 대한 재정 지원을 제공하는 것이었다. 2021년 10월에는 3년 안에 900명 이상의 백혈병 환자를 치료할 프로젝트에 4억 루블을 기부한다고 발표했다.
러시아에서 "외국 대리인"으로 선언된 후, 틴코프는 자신의 자선 단체인 틴코프 가문 재단(Tinkov Family Foundation)을 폐쇄하고 백혈병 재단(Leukemia Foundation)의 이사회에서 탈퇴하여 그들의 업무를 복잡하게 만들지 않겠다고 발표했다.

## 제재 및 단속
틴코프는 블라디미르 푸틴을 비판해 왔는데, 특히 2022년 러시아의 우크라이나 침공과 관련하여 그러했다. 틴코프는 2022년 4월 19일 자신의 인스타그램 페이지에 러시아어로 다음과 같이 썼다. "장군들은 숙취로 깨어나 자신들이 형편없는 군대를 가졌다는 것을 깨달았다", "이 미친 전쟁의 단 한 명의 수혜자도 보이지 않는다! 무고한 사람들과 병사들이 죽어가고 있다", "물론 멍청이들이 Z를 그린다. 하지만 어떤 나라든 10%는 멍청이다. 러시아인의 90%는 이 전쟁에 반대한다!" 그리고 "크렘린 관료들은 자신들과 자녀들이 여름에 지중해로 가지 못할 것이라는 사실에 충격을 받았다. 사업가들은 남은 재산을 구하려고 노력하고 있다." 마지막으로 그는 영어로 다음과 같이 썼다. "친애하는 '집단 서방' 여러분, 푸틴 씨에게 그의 체면을 살리고 이 학살을 멈출 명확한 출구를 마련해 주십시오. 더 합리적이고 인도적인 태도를 보여주십시오."
우크라이나 전쟁 비판 첫 게시물 다음 날 틴코프는 자신의 경영진이 대통령 행정부로부터 자신의 35% 지분을 매각하지 않으면 은행이 국유화될 것이라는 요구를 받았다고 말했다. 틴코프는 자신의 지분 실제 가치의 약 3%에 해당하는 가격을 제안받았다고 말했다.
2022년 5월 3일, 틴코프는 다음과 같이 썼다. "저는 틴코프와 라 다차 브랜드를 해외로 가져갈 것입니다. 그것들은 제 가족의 소유입니다. 저는 그것들을 러시아 병사들과 우크라이나 시민들의 피로 더럽히고 싶지 않습니다. 우크라이나가 승리할 것입니다. 왜냐하면 선은 항상 악을 이긴다고 학교에서 배웠기 때문입니다." 이러한 발언으로 인해 한 공공 단체는 러시아 검찰청에 틴코프를 "외국 대리인"으로 인정해달라고 요청했다 (이민 및 시민권 포기 후에는 다소 상징적인 조치이다). 2024년 2월, 러시아 연방 법무부는 틴코프를 외국 대리인 등록부에 추가했다.
2022년 11월 1일, 그는 러시아 시민권을 포기했다. 틴코프는 변호사들에게 틴코프 은행에서 자신의 이름을 삭제하는 절차를 시작하도록 지시했다.

### 영국 제재
2022년 3월, 영국 정부는 틴코프에 대한 제재를 부과했다. 문서에 따르면 틴코프는 국가에 "전략적으로 중요한" 금융 부문 기업을 소유하고 통제했기 때문에 "러시아 정부로부터 혜택을 받거나 지원을 받았다"는 혐의를 받았다. 틴코프의 요트, 선박, 항공기는 영국 항구와 공항에 접근이 거부되었지만, 그가 영국에 입국하는 것은 금지되지 않았다.
포브스와 포브스 러시아는 올레그 틴코프를 제재 대상임에도 불구하고 과두 정치인으로 간주하지 않는다. "틴코프는 보리스 옐친이나 블라디미르 푸틴 치하에서 러시아 정부와 연관 없이 독립적인 재산을 쌓았기 때문에 과두 정치인이 아니다."
제재는 2023년 7월 20일 해제되었다.

## 출판물
- 틴코프, 올레그 (2010). 《야 타코이 칵 브세》 [나는 모두와 같다] (러시아어). 엑스모. 260쪽. ISBN 978-5-9902155-1-1.
- 틴코프, 올레그 (2011). 《칵 스타트 비즈네스메놈》 [사업가가 되는 법] (러시아어). 엑스모, 알피나 출판사. 256쪽. ISBN 978-5-699-51390-1.